# Darakert
Darakert (in armeno Դարակերտ?, fino al 1978 Haji Elias o Ipeklu Eylas) è un comune dell'Armenia di 2 435 abitanti (2008) della provincia di Ararat.